# Steffen Groth
Steffen Groth (* 16. September 1974 in West-Berlin) ist ein deutscher Schauspieler, Synchronsprecher, Hörbuchsprecher, Hörspielsprecher und Regisseur.

## Leben

### Ausbildung und Theater
Steffen Groth ist der Sohn des Trompeters Konradin Groth. Er studierte von 1994 bis 1998 an der Hochschule für Schauspielkunst Ernst Busch in Berlin. Groth begann seine Karriere, noch während seiner Ausbildung, als Theaterschauspieler. 1996 spielte er am bat-Theater in dem Theaterstück Victor oder Die Kinder an der Macht. 1997 trat er am Maxim-Gorki-Theater als Mike in einer Neufassung des Theaterstücks Nach Hause von Maxim Gorki unter der Regie von Lore Stefanek auf. Ein weiteres Theaterengagement hatte er 1999 am Kleist-Theater in Frankfurt (Oder); dort spielte er die Rolle des Edgar Wibeau in einer Bühnenfassung des Romans Die neuen Leiden des jungen W. von Ulrich Plenzdorf. In der Spielzeit 2003/2004 trat er am Hans Otto Theater in Potsdam als Soldat Peider in Max Frischs Schauspiel Andorra auf.

### Fernsehen und Kino
1997 gab Groth sein Fernsehdebüt in der Rolle des Louis in der Fernsehserie Freunde wie wir. 1997 spielte er unter der Regie von Sigi Rothemund in dem Thriller Zwischen den Feuern der Liebe; seine Partner waren Constanze Engelbrecht und Walter Kreye. Ende der 1990er Jahre spielte er erste größere Film- und Fernsehrollen. Seine erste durchgehende Serienrolle hatte er von 1999 bis 2002 neben Marco Girnth in der ARD-Vorabendserie Die Strandclique. Er verkörperte Rai Bartholdy, Mitte Zwanzig, ein Mitglied der insgesamt fünfköpfigen Strandclique. Groth wurde von da an aufgrund seines guten Aussehens und seiner sportlichen Erscheinung häufig als charmanter Liebhaber und smarter Frauentyp besetzt. 2000 war er in dem zweiteiligen Kostümdrama Sophie – Sissis kleine Schwester in der Rolle des männlichen Liebhabers zu sehen: Er spielte Edgar Hanfstaengl, den Sohn des Hoffotografen und Sophies große Liebe.
2001 verkörperte er mit der Rolle des Marc Heiter erstmals eine Rolle außerhalb seines Rollenklischees. In dem Fernsehdrama Bobby spielte er unter der Regie von Vivian Naefe neben Markus Knüfken den schwulen Lebensgefährten des Bruders der Titelfigur Bobby. In der Komödie Problemzone Mann (2002) war er als Schönling und Fitnesstrainer Vic an der Seite von Elena Uhlig und Gudrun Landgrebe zu sehen. 2002 spielte er in der Fernsehkomödie Auch Engel wollen nur das Eine erneut eine Rolle entgegen seinem üblichen Rollenklischee; er spielte den übergewichtigen Taxifahrer Artur. 2004 war er in der romantischen Komödie Liebe süß-sauer: Die Verlobte aus Shanghai erneut in der Rolle des „Hetero-Lovers“ zu sehen. Er spielte Tommi, einen Langzeitstudenten und den Sohn des Architekturbüroinhabers, der die chinesische Revisorin Dingding bei ihrem Kontrollbesuch mit seinem Charme von ihrer Mission ablenken soll.
Mehrfach war er in den ZDF-Sonntagsfilmen als Liebhaber zu sehen, so in Inga Lindström – Mittsommerliebe (2005; als Harald Blomquist; Bruder der weiblichen Hauptrolle), Vier Tage Toskana (2007; als Stefan, Jugendliebe der weiblichen Hauptrolle Valerie Dorn) und Rosamunde Pilcher - Verlobt, verliebt, verwirrt (2011; als Jamie Palmer, Exfreund der weiblichen Hauptrolle Julia Adams). 2013 war er erneut in einem ZDF-Sonntagsfilm zu sehen; in dem Fernsehfilm Ein Sommer in Amalfi spielte er an der Seite von Ann-Kathrin Kramer die Rolle des schwulen Reisejournalisten und Autors Kai. Im Fernsehfilm Opa, ledig, jung spielte er die Rolle des 45-jährigen Opas Werner, der mit seiner Enkelin zusammenkommt.
Des Weiteren hatte Groth durchgehende Serienhauptrollen. Von Dezember 2009 bis 2011 spielte er den Zivilfahnder und Polizeiermittler Hauke Jessen in der ARD-Fernsehserie Großstadtrevier. Besondere Bekanntheit erreichte Groth mit der Rolle des Hochstaplers Frank Muffke alias Alexis van Buren in der Comedy-Serie Doctor’s Diary (2009–2011).
Groth übernahm außerdem regelmäßig Episodenrollen und Gastrollen in weiteren Fernsehserien: SOKO München (2003), SOKO Leipzig (2004), Im Namen des Gesetzes, SOKO Kitzbühel, Die Rosenheim-Cops (alle 2005), SOKO Wismar (2007), SOKO Köln (2011) und Notruf Hafenkante (2011).
Neben seiner Tätigkeit als Fernsehschauspieler wirkte Groth in mehreren Kinofilmen mit: unter anderem in Alles auf Zucker! (als „jüdischer“ Sohn Thomas Zucker), Ein Freund von mir (2006; als eifersüchtiger Exfreund Frank), FC Venus – Angriff ist die beste Verteidigung (2006; als Fußballer Eric Polgar) in Das Leben ist zu lang (2010), in Einmal Hans mit scharfer Soße (2013; als Hans, der der Richtige ist), in Marry Me and Family (2015; als Robert, der unfreiwillig vor den Altar tritt) und in Der kleine Diktator (2016).

### Sprecher und Sportler
Groth arbeitet auch als Hörspielsprecher und nahm mehrere Hörbücher auf. Er las unter anderem Romane von Marc Elsberg, Robert B. Parker und politische Sachbücher, so von Michael Lüders.
Groth spricht fließend Englisch und Französisch sowie die Dialekte Bairisch, Sächsisch und Berlinisch.
2008 nahm er am TV total Turmspringen teil und belegte Platz 1 im Einzelspringen vor dem Titelverteidiger Joey Kelly. Im Doppelsynchronspringen gelang ihm mit Schauspielkollegin Wolke Hegenbarth ebenfalls der Sieg vor den Vorjahressiegern Kai Böcking und Norbert Dobeleit. Diesen Doppelerfolg wiederholte er 2013, im Synchronspringen zusammen mit der Schauspielerin
Annabelle Mandeng.

### Privates
Groth ist Veganer und ernährt seine drei Kinder ebenfalls fleischlos, vegetarisch. Groth unterstützte 2010 die Vegetarismus-Kampagne der Tierrechtsorganisation Peta Deutschland e. V. mit dem Motiv Fleisch zerfrisst die Welt.
Mit seiner Lebensgefährtin Ana Große Halbuer hat er seit Mai 2016 ein gemeinsames Kind. Er ist Vater einer Tochter und eines Sohnes aus einer früheren Beziehung. Er lebt in Berlin-Friedrichshagen.
Steffen Groth engagiert sich außerdem für die Hilfsorganisation CARE. Anfang 2014 arbeitete er im Rahmen der Young Men Initiative mit Jugendlichen im Kosovo. In einem zehntägigen Schauspiel-Workshop behandelte er mit den jungen Männern gängige Geschlechterklischees und Alltagsprobleme wie Drogen und Gewalt. Begleitet wurde das Projekt vom WDR.

## Filmografie (Auswahl)

### Als Schauspieler
- 1997: Zwischen den Feuern
- 1999–2002: Die Strandclique (Fernsehserie, 39 Folgen)
- 2001: Bobby
- 2001: Sophie – Sissis kleine Schwester
- 2002: Auch Engel wollen nur das Eine
- 2002: Problemzone Mann
- 2002: So schnell du kannst
- 2003: Motown
- 2003, 2008: SOKO München (Fernsehserie, verschiedene Rollen, 2 Folgen)
- 2003: Tatort – Sonne und Sturm (Fernsehreihe)
- 2004: Alles auf Zucker!
- 2005: Crazy Partners
- 2005: Inga Lindström – Mittsommerliebe (Fernsehreihe)
- 2005: SOKO Kitzbühel (Fernsehserie, Folge Himmelfahrt)
- 2005: Die Rosenheim-Cops (Fernsehserie, Folge Eine Leiche on the Rocks)
- 2006: Ein Freund von mir
- 2006: FC Venus – Angriff ist die beste Verteidigung
- 2006: Polizeiruf 110 – Bis dass der Tod euch scheidet (Fernsehreihe)
- 2006: Sehnsucht nach drüben
- 2006: Noch einmal lieben
- 2007: Alles außer Sex (Fernsehserie, 4 Folgen)
- 2007: Kein Geld der Welt
- 2007: Heimweh nach drüben
- 2008–2010: Die Pfefferkörner (Fernsehserie, 14 Folgen)
- 2008: Vier Tage Toskana
- 2008: Der Prinz von nebenan
- 2008: Familie Dr. Kleist (Fernsehserie, 2 Folgen)
- 2009: Ich steig’ Dir aufs Dach, Liebling
- 2009: Alarm für Cobra 11 – Die Autobahnpolizei (Fernsehserie, Folge Im Aus)
- 2009: In aller Freundschaft (Fernsehserie, Folge Turbulenzen)
- 2009–2011: Doctor’s Diary – Männer sind die beste Medizin (Fernsehserie, 10 Folgen)
- 2009: Dora Heldt – Urlaub mit Papa (Fernsehreihe)
- 2009: Schillerstraße
- 2009: Doktor Martin
- 2009–2011: Großstadtrevier (Fernsehserie, 21 Folgen)
- 2009: Das Traumschiff – Emirate (Fernsehreihe)
- 2010: SOKO Stuttgart (Fernsehserie, Folge Tödliche Falle)
- 2010–2015: Weissensee (Fernsehserie, 5 Folgen)
- 2010, 2022: SOKO Köln (Fernsehserie, Folgen Der Feind an meiner Seite, Täuschung)
- 2011: Notruf Hafenkante (Fernsehserie, Folge Geld oder Liebe)
- 2011: Das Traumschiff – Kambodscha
- 2011: Kissenschlacht
- 2011: Allein gegen die Zeit
- 2011: Rosamunde Pilcher – Verlobt, verliebt, verwirrt (Fernsehreihe)
- 2012: Der letzte Bulle (Fernsehserie, Folge Ein echter Held)
- 2012: Plötzlich 70!
- 2012: Unter Umständen verliebt
- 2012: Verfolgt – Der kleine Zeuge
- 2012: Es kommt noch dicker (Fernsehserie, Folge Der Friseur)
- 2013: Ein Sommer in Amalfi
- 2013: Doc meets Dorf (Fernsehserie, 2 Folgen)
- 2013: Einmal Hans mit scharfer Soße
- 2014–2016: Binny und der Geist (Fernsehserie, 22 Folgen)
- 2014: Dating D
- 2015: Ein starkes Team – Tödliche Verführung (Fernsehreihe)
- 2015: Opa, ledig, jung
- 2016: Die Welt der Wunderlichs
- 2017: Katie Fforde – Bellas Glück (Fernsehreihe)
- 2018: Heldt – Dinner mit Verbrechen (Fernsehserie)
- 2018: Letzte Spur Berlin – Küchenschlacht (Fernsehserie)
- 2019: Der Bulle und das Biest (Fernsehserie, Folge Ruf der Leere)
- 2019: Wie gut ist deine Beziehung?
- 2019: Orangentage (Uzly a pomerance)
- 2019: Zimmer mit Stall – Berge versetzen
- 2019–2020: Die Bergretter (Fernsehserie)
- 2020: Blutige Anfänger (Fernsehserie)
- 2020: Krauses Umzug (Fernsehfilm)
- 2021: Krauses Zukunft
- 2021: SOKO Stuttgart (Fernsehserie, Folge Sugar)
- 2022: SOKO Leipzig (Fernsehserie, Folge Mutprobe)
- 2022: Krauses Weihnacht
- 2023: Frühling – Flüsternde Geister
- 2023: Die Chefin (Fernsehserie, Folge Die Konsequenz)
- 2024: Ein starkes Team – Der tote Mörder
- 2025: Einspruch, Schatz! – Herzenswünsche

### Als Regisseur
- 2005: Traumschatten

## Hörbücher (Auswahl)
- 2012: Blackout – Morgen ist es zu spät von Marc Elsberg (DE: Gold (Hörbuch-Award))[21]
- 2014: Paris ist immer eine gute Idee von Nicolas Barreau, Hörbuch Hamburg, 6 CDs 462 Min. ISBN 978-3-86952-265-4.
- 2015: Du findest mich am Ende der Welt von Nicolas Barreau, Hörbuch Hamburg, 5 CDs 357 Min. ISBN 978-3-86952-239-5.
- 2016: Das Café der kleinen Wunder von Nicolas Barreau, Hörbuch Hamburg, 6 CDs 443 Min. ISBN 978-3-8449-1498-6.
- 2018: Ralph reichts von Irene Trimble (Romanadaption), der Hörverlag, ISBN 978-3-8445-3189-3
- 2018: Armageddon im Orient – Wie die Saudi-Connection den Iran ins Visier nimmt von Michael Lüders, der Hörverlag, ISBN 978-3-8445-3125-1
- 2018: Ralph reichts 2: Chaos im Netz von Suzanne Francis (Romanadaption), der Hörverlag, ISBN 978-3-8445-3190-9
- 2019: Der König der Löwen (Romanadaption), der Hörverlag, ISBN 978-3-8445-3296-8
- 2019: MARINA, MARINA von Grit Landau, Argon Verlag, ISBN 978-3-7324-5272-9
- 2020: Nordseedämmerung (Romanadaption) von Christian Kuhn, Randomhouse, ISBN 978-3-453-42421-0
- 2020: Joe Biden. Ein Porträt von Evan Osnos, Der Audio Verlag, ISBN 978-3-7424-2010-7 (Hörbuch-Download)
- 2021: 101 Dalmatiner (Romanadaption), der Hörverlag, ISBN 978-3-8445-4162-5
- 2021: Die scheinheilige Supermacht: Warum wir aus dem Schatten der USA heraustreten müssen von Michael Lüders, der Hörverlag, ISBN 978-3-8445-4359-9
- 2021: Anika Decker & Katja Berlin: Nachrichten von Männern (gemeinsam mit Nana Spier & Ranja Bonalana), Hörbuch Hamburg, ISBN 978-3-95713-219-2
- 2021: Katja Frixe: Kindergarten Wunderbar – Komm, flieg mit uns ins Abenteuer!, der Hörverlag, ISBN 978-3-8445-4314-8
- 2022: Ragnar Jónasson: Schneeblind (Thriller, Dark-Iceland-Serie Band 1), der Hörverlag, ISBN 978-3-8445-4542-5 (Hörbuch-Download)
- 2022: Michael Lüders: Hybris am Hindukusch: Wie der Westen in Afghanistan scheiterte, der Hörverlag, ISBN 978-3-8445-4718-4 (Hörbuch-Download)
- 2023: Prinz Harry: Reserve (Autobiografie), der Hörverlag, ISBN 978-3-8445-4927-0 (Hörbuch-Download)
- 2023: Ragnar Jónasson: Schneetod (Thriller, Dark-Iceland-Roman 5), der Hörverlag, ISBN 978-3-8445-4896-9 (Hörbuch-Download)
- 2024: Billy und der geheimnisvolle Riese von Jamie Oliver, Der Audio Verlag, ISBN 978-3-7424-3177-6